# Иаван
Иаван (на иврит: יָוָן) е персонаж от Стария завет, син на Иафет ([Битие 10:1 – 2]) и внук на Ной. Според традиционните тълкувания Иаван е предшественик на древногръцките племена – прародител на гърците. Името „Иаван“ вероятно произлиза от корена יָוָן‎, който обозначава „планина“ или „височина“, като това може би е свързано с географските особености на региона, в който е живял.
Докато Иаван обикновено се свързва с древните гърци и Гърция (вж. Бит. 10:2, Дан. 8:21, Зах. 9:13 и т.н.), синовете му (както са изброени в Битие 10) обикновено се свързват с местоположения в Североизточното Средиземно море и Анатолия: Елиша (Магна Греция), Таршиш (Тарсус в Киликия, но след 1646 г. често идентифициран с Тартес в Испания), Китим (Китион в съвременен Кипър) и Доданим (алт. 1 Хрон. 1:7 ' Роданим,“ остров Родос, западно от съвременна Турция между Кипър и континенталната част на Гърция).